# Tintagel Castle
Die Burg Tintagel [tɪnˈtædʒəɫ] (englisch: Tintagel Castle, Kornisch: Kastell Dintagell = Festung des schmalen Zugangs) liegt auf einer Halbinsel an der Westküste Cornwalls, nicht weit vom Dorf Tintagel entfernt. Zu ihr führen steile Zu- und Abgänge, sie ist nur durch eine schmale Landzunge mit dem Festland verbunden. In der Sage wird sie mit der Zeugung des mythischen Königs Artus (englisch: Arthur) verbunden.

## Sage
Nach der Artussage, die im Wesentlichen von Geoffrey von Monmouth in den 1130er Jahren verfasst wurde, fand in Tintagel die Zeugung von König Artus statt. In den Tagen von Uther Pendragon gehörte die Burg Tintagel demnach einem gewissen Gorlois, dem Herzog von Cornwall. Hier versteckte Gorlois seine Frau, Igraine, die Uther für sich selbst begehrte. Um sich unbemerkt Igraine nähern zu können, verlieh Merlin ihm das Aussehen des Herzogs. Der Plan ging auf, und Igraine empfing den späteren König Artus.
In der Tristan-Sage ist Tintagel die Burg König Markes und ein wichtiger Handlungsschauplatz.

## Die spätantik-frühmittelalterliche Anlage

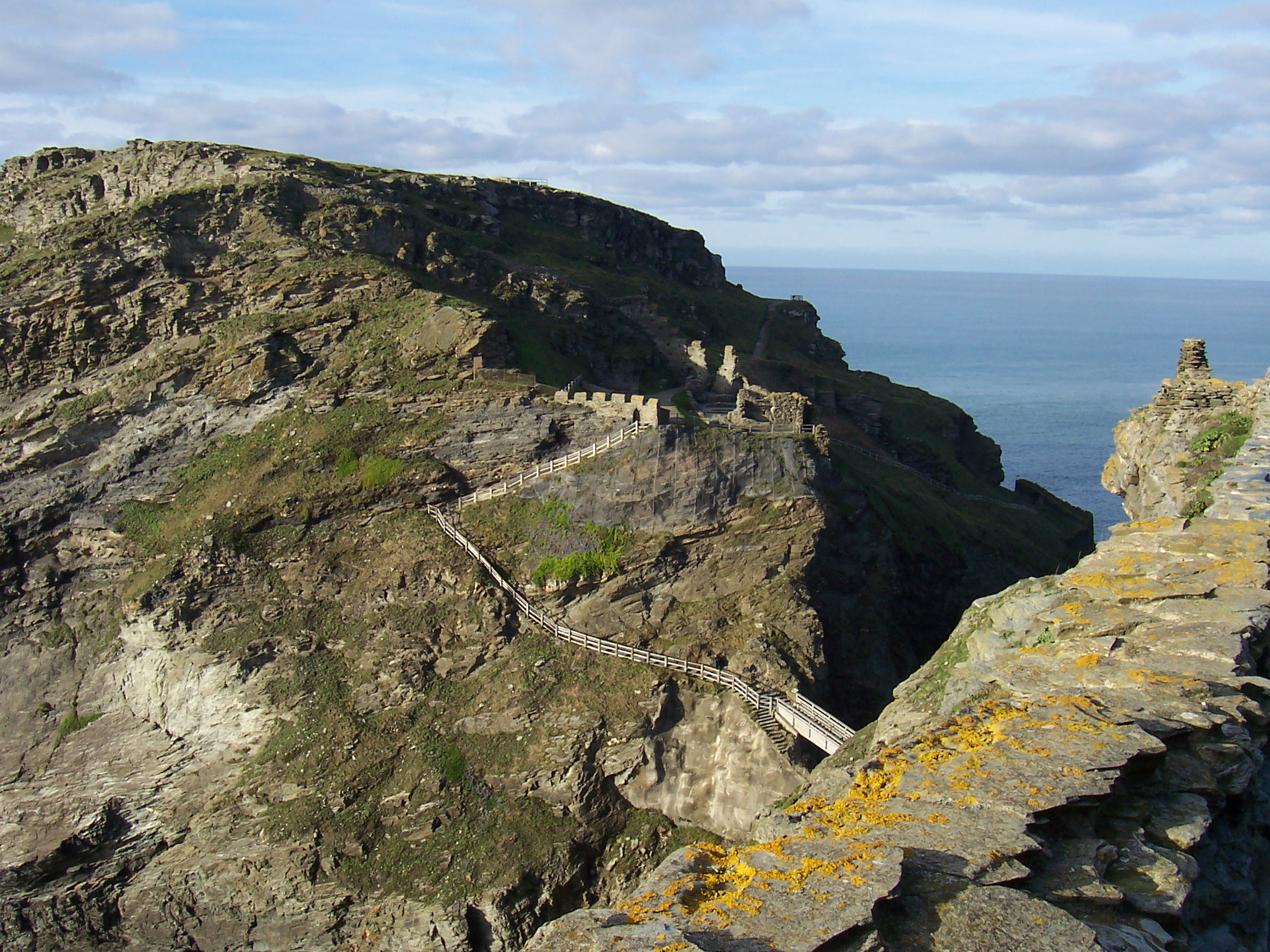
Heutige Überreste von Tintagel Castle.

In Tintagel finden sich kaum Hinweise auf vorrömische und römerzeitliche Besiedlung. Möglicherweise existierte in römischer Zeit eine an Tintagel vorbeiführende Handelsroute, worauf zwei römische Meilensteine aus der Umgebung hinweisen könnten.
Erste ältere Grabungen fanden unter C. A. Ralegh Radford (Ministry of Works) in den 1930er Jahren statt. Lagen die Schwerpunkte zuerst auf der „Suche nach König Artus“, fand schließlich durch Radford eine Neuinterpretation des Ortes als einer „frühchristlichen keltischen Klosteranlage“ des 5. bis 8. Jahrhunderts statt.
Neuere Grabungen zwischen 1990 und 1999 lassen aufgrund der großen Fülle und hohen Qualität des gefundenen Importmaterials (z. T. aus dem östlichen Mittelmeerraum und Spanien) und der angetroffenen Gebäudestrukturen inzwischen eher auf einen bedeutenden Fürstensitz mit zentralörtlicher Funktion schließen, der vermutlich ab der Mitte des 5. Jahrhunderts bis Anfang des 7. Jahrhunderts bestand und in dem man sich bemühte, an römisch-antiken Traditionen sowie an Kontakten zum Mittelmeerraum festzuhalten.
Ein 1998 ausgegrabenes Bruchstück eines Schiefergesteins mit spätantiker lateinischer Inschrift („PATER … COLIAVIFICIT … ARTOgNOV … COLI FICIT“) weist dabei wohl weniger auf die Anwesenheit des mythischen Königs Artus hin, als vielmehr auf den Fortbestand lateinischer Schrift und spätantiker Kultur in Südengland.

## Die hochmittelalterliche Anlage

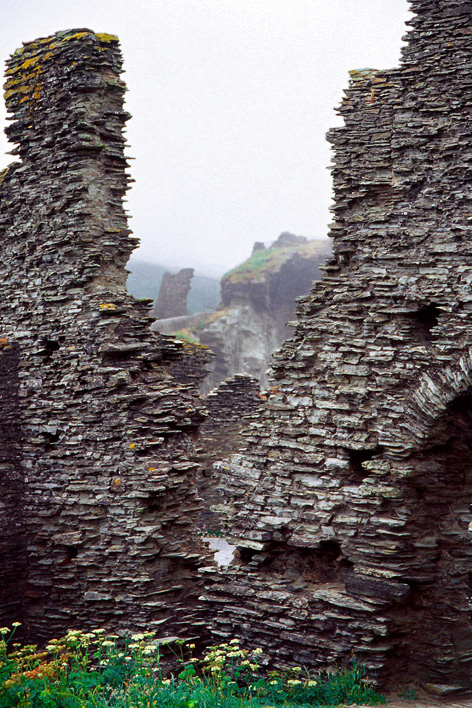
Die Ruine

Im Mai 1233 erwarb Richard von Cornwall, ein jüngerer Bruder des englischen Königs Heinrich III., die Burgstelle im Tausch gegen drei seiner Landgüter. Wohl inspiriert durch die im 12. Jahrhundert verfasste Artus-Legende ließ er eine neue Burg errichten. Richard von Cornwall war 1227 zum Earl of Cornwall ernannt worden und wollte wohl seine Herrschaft in Südwestengland festigen, indem er sich auf die Tradition des durch die Legende damals populären Artus berief. Die kleine und nur relativ schwach befestigte Anlage lag abseits der mittelalterlichen Handelswege und Schifffahrtsverbindungen, wodurch sie nur geringen militärischen und strategischen Wert besaß. Richard von Cornwall nutzte die Burg auch nur selten. 1242 empfing er den walisischen Fürsten Dafydd ap Llywelyn in der Burg. Schon bald nach ihrer Erbauung galten die Mauern der exponiert gelegenen Burg jedoch als instabil, und 1337 wurde sie als verfallen bezeichnet. Der Thronfolger Edward of Woodstock, der 1337 zum Duke of Cornwall erhoben worden war, ließ die Burg wiederherstellen und die hochmittelalterliche Wohnhalle durch kleinere Gebäude ersetzen. Ende des 14. Jahrhunderts wurde die Anlage als Gefängnis für hochrangige Gefangene genutzt. 1583 wurde empfohlen, die Halbinsel gegen Angriffe von See her zu befestigen, doch bereits vor 1600 war die Burg endgültig verlassen und verfiel.

## Anlage

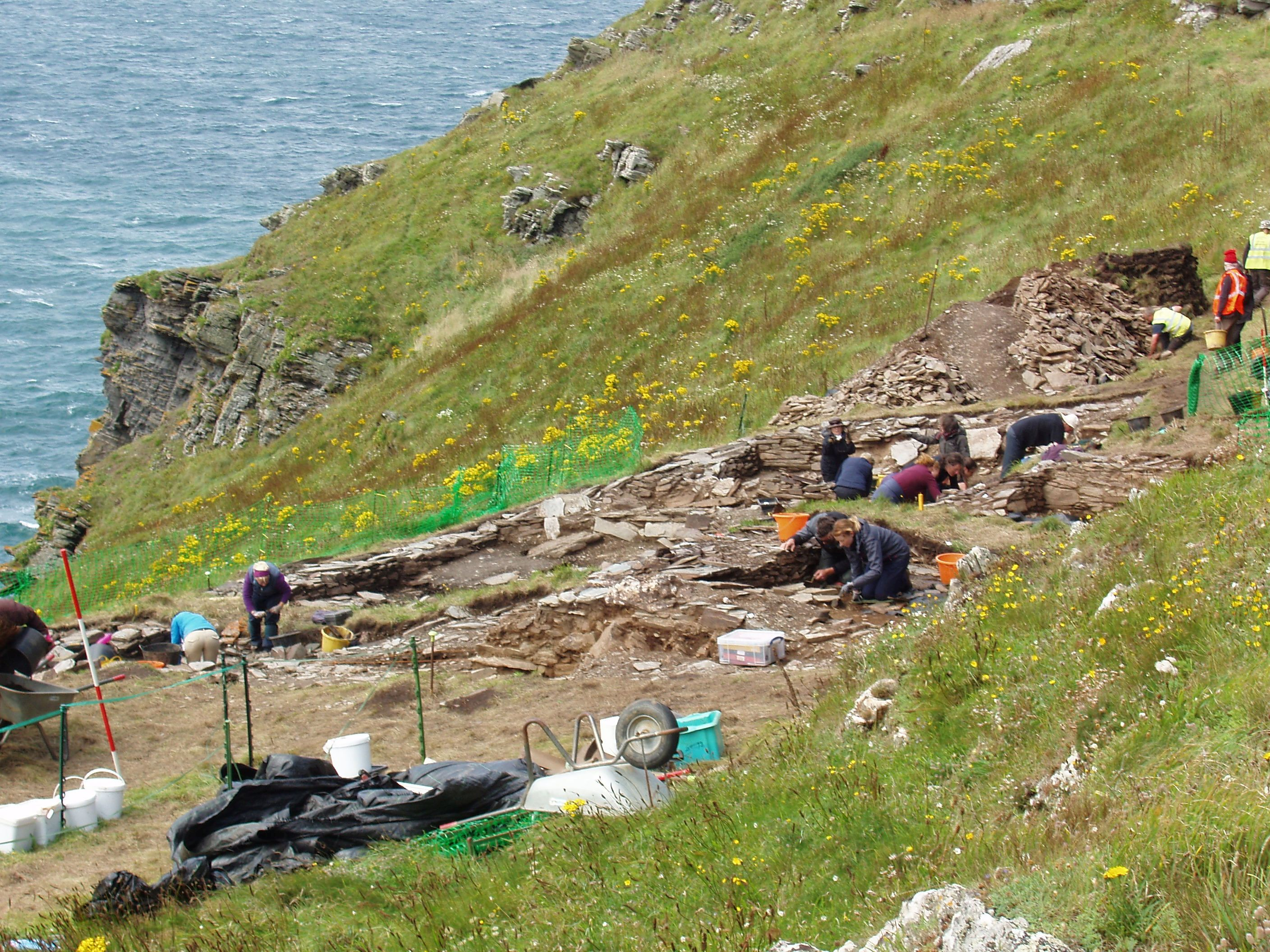
Archäologische Ausgrabungen auf Tintagel Castle im August 2017

Von der frühmittelalterlichen Anlage sind kaum Reste erhalten, da die Anlage durch die hochmittelalterliche Burg überbaut wurde. Vor der Burg befinden sich noch weitere Erdwälle, deren Entstehungszeitraum nicht genau bekannt ist. Die hochmittelalterliche Burg bestand aus einer Vorburg auf dem Festland und der auf der vorgelagerten Halbinsel gelegenen Hauptburg, die durch eine schmale Landbrücke mit dem Festland verbunden ist. Die Vorburg war wiederum in einen unteren und in einen oberen, auf einer Klippe gelegenen Hof unterteilt. Der untere Hof diente als Zugang zur Burg, während der obere Burghof verschiedene kleinere Gebäude enthielt. Von dem unteren Burghof aus führte auch der Zugang zur Hauptburg. Dieser Zugang war durch einen Graben, der bereits im Frühmittelalter angelegt worden war, und wahrscheinlich durch ein hochmittelalterliches Torhaus befestigt, von dem jedoch wegen der Küstenerosion keine Reste mehr erhalten sind. Heute sind von der Burg nur noch wenige Mauerreste erhalten. Aufgrund ihrer Lage war die Anlage nur klein, dazu waren die Mauern im Vergleich zu anderen mittelalterlichen Anlagen schmal. Die Hauptburg enthielt eine Wohnhalle, die auf einer künstlich angelegten Terrasse angelegt wurde, sowie weitere Wohnräume. Am nördlichen Ende der Halbinsel befanden sich im Hochmittelalter weitere Gebäude, darunter ein rundes, wohl als Kornspeicher genutztes Bauwerk. Dieses belegt, dass die kleine Halbinsel im Hochmittelalter vermutlich zeitweilig landwirtschaftlich genutzt wurde. Auf dem höchsten Punkt der Halbinsel befand sich eine Kapelle, die St Juliot, einem lokalen Heiligen geweiht war. Die vorhandenen Mauerreste wurden offensichtlich zusammen mit der hochmittelalterlichen Burg errichtet, doch die separate Lage sowie mehrere in den Felsgrund gehauene Gräber deuten darauf hin, dass der Ursprung der Kapelle wesentlich älter ist. Um die Kapelle befinden sich die Reste von mehreren Gebäuden, die offensichtlich zu verschiedenen Zeiten errichtet wurden. Nördlich der Hauptburg befindet sich die einzige Anlegemöglichkeit der Halbinsel, die durch eine Mauer mit einem Tor, dem sogenannten Iron Gate gesichert war.
Sowohl auf dem Gelände der Vorburg wie vor allem auf dem Gelände der Hauptburg wurden bei Ausgrabungen Scherben von frühmittelalterlichen Tongefäßen gefunden, die ursprünglich aus dem Mittelmeerraum stammten. Das Zentrum der frühmittelalterlichen Anlage befand sich wahrscheinlich auf dem Gelände der hochmittelalterlichen Hauptburg, da dort besonders viele Tonscherben gefunden wurden. Auf dem weiteren Gelände der Halbinsel befinden sich jedoch Überreste von frühmittelalterlichen, rechteckigen Hütten, von denen die meisten anscheinend nur als vorübergehende Wohnungen dienten. Einige Mauern dieser Hütten wurden nach Ausgrabungen in den 1930er Jahren wiederhergestellt, die meisten Überreste wurden jedoch durch einen Waldbrand 1983 freigelegt.

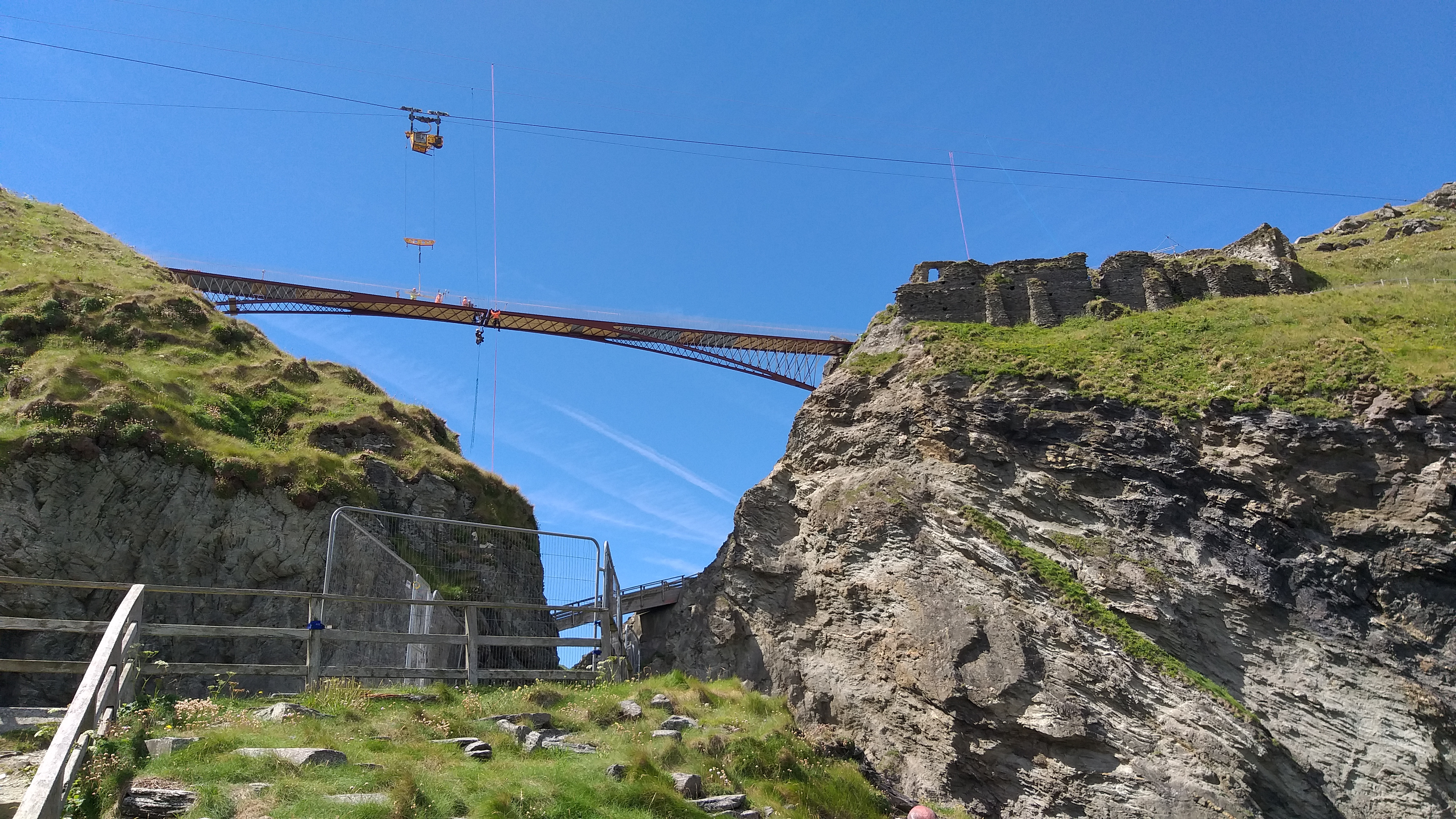
Die neue Fußgängerbrücke im Bau, Juli 2019

2018 wurde mit dem Bau einer neuen Fußgängerbrücke begonnen, die die Halbinsel auf der Höhe des mittelalterlichen Zugangs mit dem Festland verbinden soll.
2019 wurde Tintagel Castle von rund 155.000 Personen besucht. 2024 betrug die Besucherzahl etwa 326.000 Personen.